# Herb Augustowa

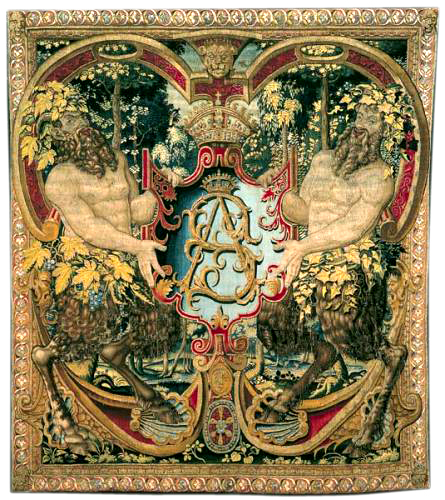
Arras wawelski z monogramem SA

Herb Augustowa – jeden z symboli miasta Augustów w postaci herbu.

## Wygląd i symbolika
Herb przedstawia na środku czerwonej tarczy splecione złote litery „S A” pisane antykwą renesansową, ukoronowane srebrną mitrą wielkoksiążęcą, której zwieńczenie w postaci krzyżyka jest złote, a wypełnienie w kolorze tła. Po bokach monogramu znajdują się mniejsze złote litery – z heraldycznie lewej „P”, z prawej „R”.
- Kolor czerwony symbolizuje władzę,
- mitra Wielkiego Księcia Litewskiego zwieńczona złotym krzyżem pokazuje, że Zygmunt August był również władcą Litwy, a Augustów leżał na pograniczu Korony i Litwy[2],
- litery S i A to monogram Zygmunta II Augusta (łac. Sigismundus Augustus) spotykany m.in. na królewskich arrasach na Wawelu,
- mniejsze litery P oraz R to skrót od łac. Poloniae Rex (pol. król Polski).

## Historia
Herb Augustowa został nadany przez Zygmunta II Augusta wraz z nadaniem Augustowowi praw miejskich w Wilnie w 1557.